# Jivanmukta
Jivanmukta ist ein Begriff, mit dem die hinduistische Philosophierichtung des Advaita  Personen bezeichnet, die wahre Selbsterkenntnis und schon in diesem Leben Befreiung vom Kreislauf der Wiedergeburten erlangt haben.

## Etymologie
Das Sanskritwort Jivanmukta leitet sich ab von Jivanmukti, eine Zusammensetzung der Substantive Jiva und Mukti. Jiva – जीव – (jīva) bedeutet Leben oder Lebewesen bzw. die unsterbliche Essenz oder Seele eines lebendigen Organismus, welche seinen physischen Tod überdauert.  Mukti – मुक्ति – meint Befreiung oder Erlösung.

## Hintergrund

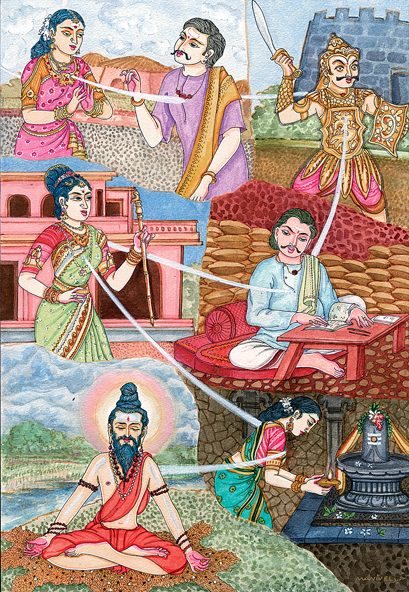
Reinkarnationen des Jiva

Jivanmukti, die Befreiung aus dem perfiden Kreislauf von Geburt und Wiedergeburt, ist ein bedeutendes philosophisches Konzept im Hinduismus, insbesondere im Advaita. Das letztliche Ziel im Hinduismus besteht in der Befreiung aus den Zyklen des Samsara. Diese Befreiung wird als Moksha bezeichnet. Mit Ausnahme der Advaita-Schule sind sämtliche Schulen des Hinduismus jedoch der Ansicht, dass diese Befreiung notgedrungen nur außerhalb direkten menschlichen Erfahrens stattfinden kann. Gemäß der Lehre des Vedanta resultiert spirituelle Befreiung aus dem Verschmelzen von Jivatman und Paramatman, dem höchsten transzendentalen Selbst. Die Advaita-Schule Shankaras hingegen betrachtet menschliche Seelen als befreit, sie müssen diese Tatsache aber erst erkennen und auch akzeptieren. Individuen, denen dies gelungen ist, werden folglich als Jivanmukti bezeichnet.

## Standpunkt des Advaita
Shankara führt aus, dass nichts jemanden zu Handlungen veranlassen kann, der dabei nicht auch seinen eigenen Wünschen nachgehen will. Die höchste Stufe von Vairagya (Loslassen) kann erreicht werden, wenn in Bezug auf Sinnengenuss die Vasanas (aus der Vergangenheit stammende, im Geist verbleibende Sinneseindrücke) nicht länger zum Tragen kommen.  Auch bei  höchster Uparati (Abstinenz) werden zum Erliegen gekommene Modifikationen des Geistes nicht wiederbelebt.
Da der Jivanmukta die Brahmannatur in sich trägt, wird seine Bewusstheit von Objekten der Außenwelt nicht mehr in Beschlag genommen.

„Vijnatabrahmatattvasya yathapurvam na samsrtih – für jemanden, der die Natur des Brahman erkannt hat, gibt es kein Samsara mehr.“

Der Advaita unterscheidet drei Arten von Prarabdha Karma (aus der Vergangenheit stammendes, noch wirksames Karma):
- Ichha – selbst herbeigewunschen
- Anichha – unbeabsichtigt
- Parechha – beruhend auf den Wünschen anderer.

Der selbstverwirklichte Jivanmukta kennt kein Ichha-Prarabdha, wohl aber Anichha-Prarabdha als auch Parechha-Prarabdha, deren karmischen Auswirkungen auch er unterliegt.
Laut Advaita kann bei weisen Menschen Prarabdha Karma nur durch ein Durchleben seiner Auswirkungen aufgelöst werden. Sancita (angehäuftes Karma) und Agami (zukünftiges Karma) werden im Feuer des Jnana (Wissen) zerstört.
Traditionen, die dem Shramana folgen, bezeichnen einen Jivanmukta als Arhat.

## Folgerung
Die Advaita-Schule ist der Ansicht, dass diese phänomenale Welt auf Avidya (Unwissen, Ignoranz) beruht, aber dennoch die Kraft besitzt, Irreales auf Reales (Adhyasa) zu projizieren bzw. Illusorisches der Realität überzustülpen. Diese Fähigkeit, die tiefgründige Wahrheit zu verbergen, führt den Jiva in die Irre. Er hält von seinem Geist geschaffene Eindrücke für Realität, meint, in dieser Welt Unterschiede erkennen zu können und trennt zwischen individuellem Selbst (Atman) und Höchstem Selbst (Brahman). Dieser durch Unwissenheit entstandene Irrglauben fällt der Zerstörung anheim, sobald Ignoranz echtem Wissen weicht. Wenn die letzten Täuschungen gewichen sind, vergeht auch die auf Abgesondertheit beruhende Bewusstheit. Ein Jivanmukta sieht keine Unterschiede mehr. Auf Unterschieden beruhendes Erkennen führt von Tod zu Tod. Nicht differenzierendes Erkennen kann anhand der Sruti nur von einem gut trainierten Verstand erlangt werden (siehe Katha-Upanishad, II. 4, 11).

## Bedeutung
Die Philosophie des Advaita gründet auf dem Postulat, dass einzig das Absolute existiert. Natur, Seelen und Gott gehen alle im Absoluten auf. Das Universum ist ein vollständiges Ganzes, innerhalb und außerhalb dessen es keine Abgetrenntheiten geben kann. Auch das Brahman ist innerhalb der Struktur des Universums überall sich selbst-ähnlich. Wissen über einen Teilbereich impliziert daher  Wissen über die Gesamtheit (Brihadaranyaka-Upanishad II. 4, 6-14). Da sämtliche Ursachen sich letztlich auf das Brahman zurückführen lassen und alles andere nur Schein ist, kann gefolgert werden, dass allein das Atman existiert und sonst nichts.
Aus dem Atman sind sämtliche Elemente hervorgegangen (Taittiriya-Upanishad II. 1, 7) und alles Dasein basiert auf dem Verstand (Aitareya-Upanishad III. 3). Das vom Brahman als Absonderung geschaffene Universum expandiert und wird vom unveränderlichen Brahman schließlich wieder absorbiert (Mundaka-Upanishad I. 1, 7). Das individuelle Selbst (Jiva) unterscheidet sich daher nicht vom Höchsten Selbst (Brahman) und ist folglich auch niemals gebunden und für immer befreit. Durch Selbstbewusstwerdung wird existenzielles Wissen erlangt und Brahman realisiert.